# Franz Meyers

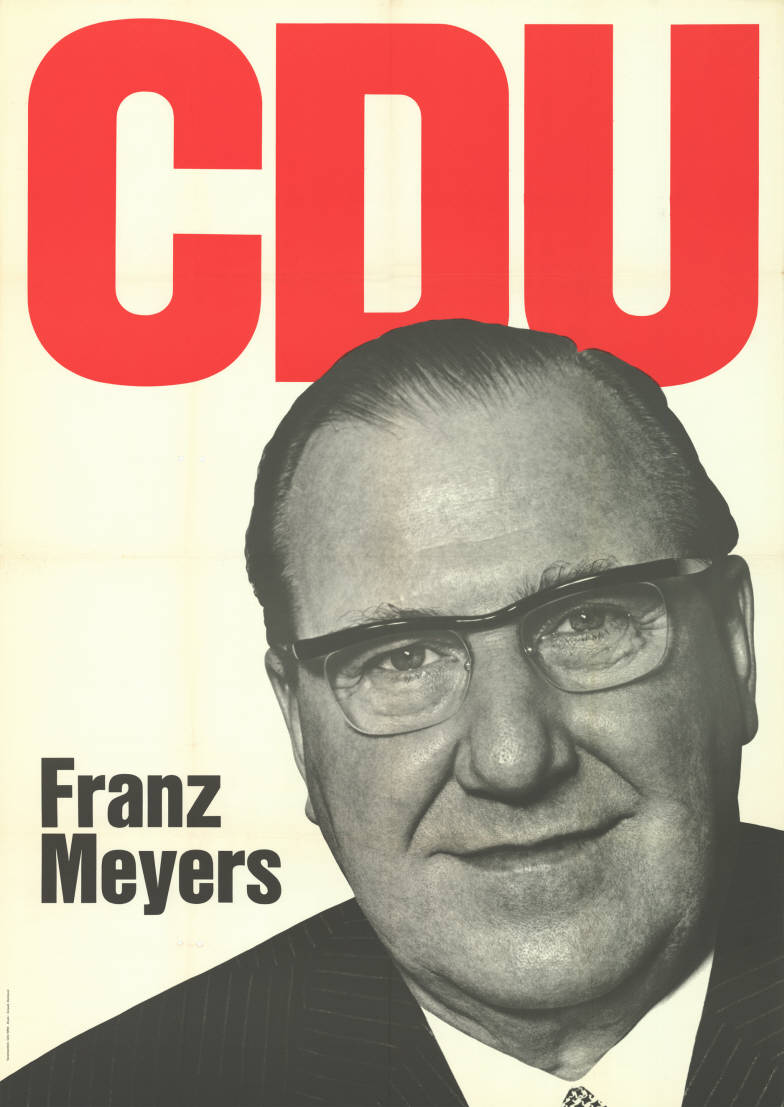
Franz Meyers

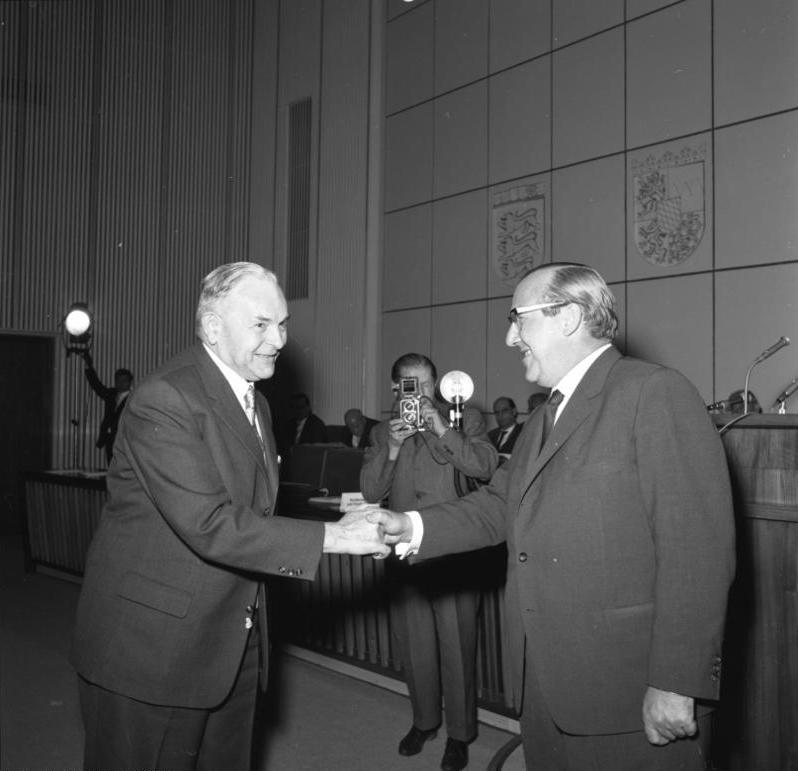
Franz Meyers (rechts) mit Hans Ehard im Bundesrat, Bonn 1961

Franz Josef Heinrich Georg Meyers (* 31. Juli 1908 in Mönchengladbach; † 27. Januar 2002 ebenda) war ein deutscher Politiker (CDU) und von 1958 bis 1966 der vierte Ministerpräsident von Nordrhein-Westfalen.

## Leben und Beruf
Nach dem Abitur studierte Meyers, der römisch-katholischen Glaubens war, in Freiburg und Köln Rechtswissenschaften. Als Student in Freiburg und Köln schloss er sich Studentenverbindungen im KV an, in Freiburg dem K.St.V. Flamberg und in Köln dem K.St.V. Nibelung. Er blieb bis zum Tode aktives Mitglied im KV. In der Frühzeit der Bundesrepublik gehörten dem inzwischen nach Bonn verlegten Flamberg mit Meyers und Hanns Seidel gleichzeitig zwei amtierende Ministerpräsidenten sowie mit Max Adenauer der Sohn des Bundeskanzlers an. Konrad Adenauer selbst war bei der Mutterverbindung des Flambergs K.St.V. Brisgovia in Freiburg aktiv gewesen. Meyers Aufstieg und Tätigkeit waren Thema einer Titelgeschichte des Nachrichtenmagazins 'Der Spiegel' „Zum Senioren gekürt, paradierte er bei der Rektoratsfeier und zu Fronleichnam in vollem Wichs und arrangierte für den etwas einfältigen Kommersbetrieb politische Diskussionen, ohne dass er sich dabei selber politisch exponierte.“

### Tätigkeiten in der Hitler-Diktatur
Im Jahr 1933 wurde Meyers an der Universität zu Köln zum Doktor der Rechte promoviert und ließ sich nach Ablegung des Assessorexamens 1935 als Rechtsanwalt in Mönchengladbach nieder. Er war Sozius in der Kanzlei des späteren Mönchengladbacher Oberbürgermeisters Peter Nonnenmühlen. Aufgrund seiner katholischen Weltanschauung lehnte er es ab, Mitglied der NSDAP zu werden, somit blieb ihm der Weg in den Staatsdienst verschlossen.
Im Dezember 1936 heiratete er Alberte Mertens (1908–1982), die aus einer angesehenen Kölner Arztfamilie stammte; sie hatten keine Kinder. Von 1940 bis 1945 nahm er als Soldat am Zweiten Weltkrieg in der  102. Infanterie-Division teil, zuletzt an der Ostfront im Rang eines Hauptmanns. Er starb im Januar 2002 im Alter von 93 Jahren.

## Partei
Meyers trat 1948 der CDU bei. Von 1956 bis 1960 war er Mitglied des geschäftsführenden Vorstandes der Bundes-CDU. Er organisierte deren Bundestagswahlkampf 1957 als Wahlkampfleiter.
Im Februar 1979 wurde er mit dem Versuch in Verbindung gebracht, eine konservative Sammlungsbewegung unter der Bezeichnung Liberal-Konservative Aktion ins Leben zu rufen, distanzierte sich aber von Bestrebungen, eine neue Partei zu gründen.

## Abgeordneter
Von 1950 bis 1970 gehörte Meyers dem Landtag Nordrhein-Westfalen an. Er vertrat dort den Wahlkreis Mönchengladbach-Süd. Bei der Bundestagswahl 1957 konnte Meyers den Wahlkreis Aachen-Stadt gewinnen. Er legte sein Bundestagsmandat am 4. September 1958 nieder.

## Öffentliche Ämter

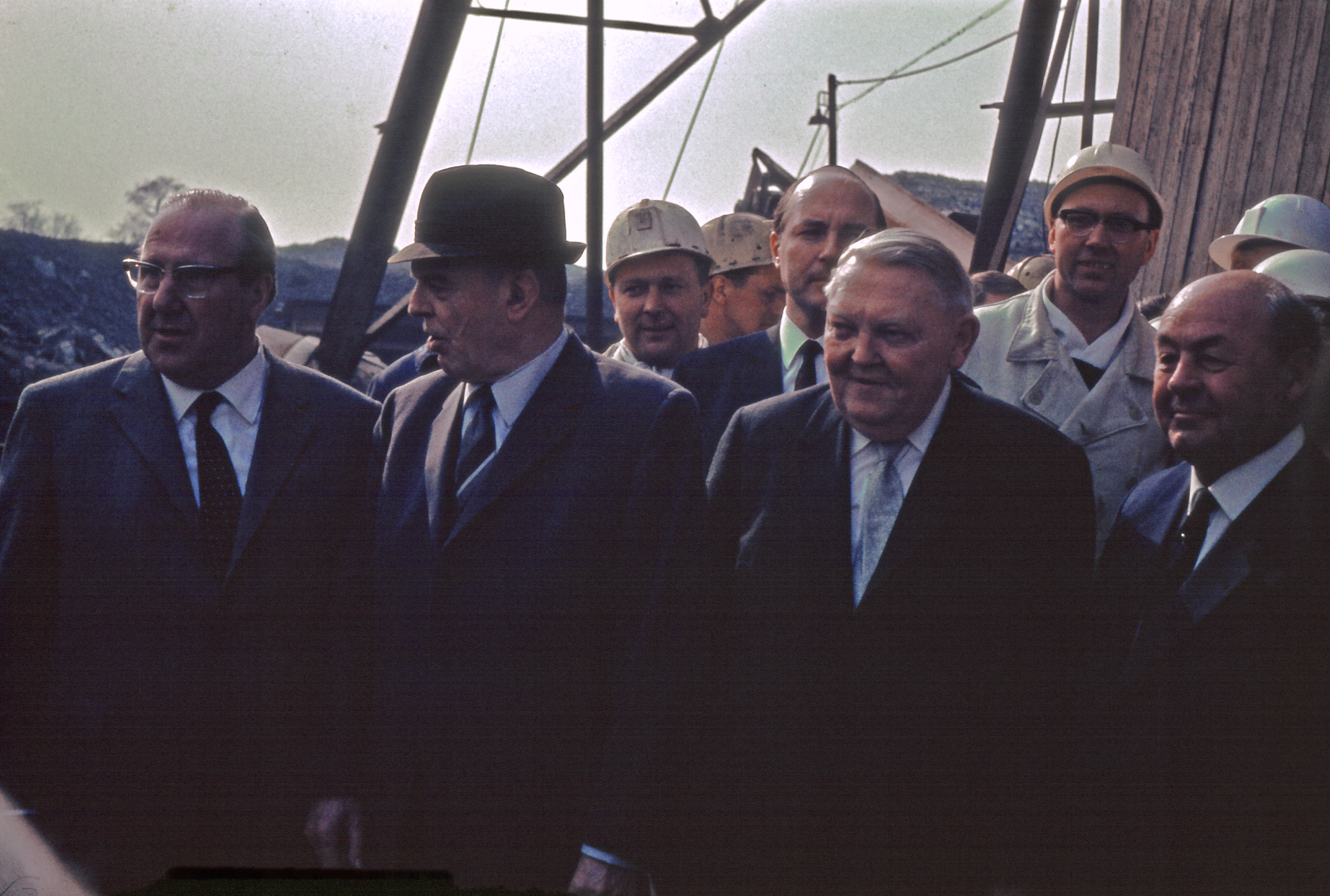
Franz Meyers, links, beim Besuch der Zeche Friedrich der Große 1965 mit Bundeskanzler Erhard (vorne 2.v.r.)

1952 wurde er für wenige Monate Oberbürgermeister von Mönchengladbach, nachdem sein Vorgänger Peter Nonnenmühlen verstorben war. Von 1952 bis 1956 war er Innenminister von Nordrhein-Westfalen im Kabinett von Karl Arnold. In dieser Eigenschaft unterstellte er die Polizei, die bisher bei den Kommunen angesiedelt war, dem Land.
Nach dem Wahlsieg der CDU bei der Landtagswahl 1958 wurde er als Nachfolger von Fritz Steinhoff Ministerpräsident des Landes Nordrhein-Westfalen. Meyers wurde Ministerpräsident, weil Karl Arnold eine Woche vor der Wahl verstorben war. Die ersten 15 Monate seiner Amtszeit war er zugleich Minister für Bundesangelegenheiten. Er stellte sich erfolgreich gegen Pläne Konrad Adenauers, die Rundfunkhoheit der Länder zu beenden. Mit den Plänen für ein eigenes NRW-Fernsehen konnte er sich jedoch nicht durchsetzen. Während seiner Amtszeit wurde die Ruhr-Universität Bochum gegründet. 1960/61 war er auch Präsident des Bundesrates.
Die Landtagswahl von 1966 brachte einen knappen Wahlausgang und führte letztendlich dazu, dass die CDU nicht mehr den Ministerpräsident des größten Bundeslandes Nordrhein-Westfalen stellen konnte, sondern vielmehr „auf den harten Oppositionsbänken“ Platz nehmen musste, und das bis zum Juni 2005. Franz Meyers wurde zunächst, aber erst im zweiten Wahlgang, zum Ministerpräsidenten wiedergewählt und bildete Ende Juli sein drittes Kabinett, in dem er kurzzeitig auch das Amt des Justizministers innehatte. Die neue CDU/FDP-Regierung blieb jedoch nicht lange im Amt, da beide Parteien im November 1966 Kontakte zur SPD mit dem Hintergedanken eines Koalitionswechsels aufnahmen. Schließlich wurde Meyers am 8. Dezember 1966 durch Heinz Kühn (SPD) mit Hilfe eines konstruktiven Misstrauensvotums abgelöst.
1975 nahm er erneut für kurze Zeit das Amt des Oberbürgermeisters von Mönchengladbach ein, diesmal als Beauftragter der Landesregierung für die Aufgaben des Rates. Dieselbe Funktion hatte er 1969 in Bonn kurzzeitig ausgeübt.

## Impulse zur inneren Staatswerdung Nordrhein-Westfalens
In seiner Funktion als Ministerpräsident Nordrhein-Westfalens bereitete Franz Meyers einer neuen Phase der Geschichtspolitik des Landes den Weg. Weil nach seiner Einsicht „ein Staat ohne Staatsbewusstsein seiner Bevölkerung eigentlich kein Staat sei“, versuchte er, das nordrhein-westfälische Landesbewusstsein zu stärken.
In einem Staatsakt am 11. Juli 1960 in der Rheinhalle Düsseldorf wurde des zehnjährigen Bestehens der Landesverfassung in einem neuen feierlichen Rahmen gedacht. Dabei betonte Meyers, dass mit der Verfassungsgebung „ein geschichtlicher Anspruch der Menschen dieses Landes verwirklicht worden“ sei, der „Grund einer neuen staatlichen Tradition“ sei gelegt worden. Franz Meyers war es auch, der großen Wert darauf legte, dass die Villa Horion, ein historischer Ort der provinzialverbandlichen Repräsentation in der preußischen Rheinprovinz, ab 1959 renoviert und zum Amtssitz des Ministerpräsidenten ausgebaut wurde. Damit setzte er die Grundlage für das spätere Regierungsviertel der Landeshauptstadt.
Ebenfalls 1959 stellte Meyers in einem vielbeachteten Vortrag vor der Verwaltungs- und Wirtschaftsakademie in Duisburg dar, dass der Föderalismus in Deutschland und die verfassungsmäßigen Aufgaben der Kommunen und Länder, insbesondere die Kulturhoheit der Länder, wichtige politische Errungenschaften der staatlichen Ordnung Deutschlands darstellten, zu deren Verteidigung Nordrhein-Westfalen bereit und entschlossen sei. Schon als Innenminister hatte Franz Meyers die ersten Schritte des Landes Nordrhein-Westfalen zu einer eigenen Kultur- und Symbolpolitik gelenkt. So brachte er 1953 das Gesetz zur Festlegung der Landesfarben, der Landesflagge und des Landeswappens durch den Landtag. Außerdem stiftete er 1953 den Großen Kunstpreis des Landes Nordrhein-Westfalen. Sein Bestreben der kulturpolitischen Darstellung des neuen Landes Nordrhein-Westfalen gipfelte 1961 in der Stiftung der Kunstsammlung Nordrhein-Westfalen.
Auf die Frage, ob Nordrhein-Westfalen als der heimliche Nachfolger Preußens im Bund bezeichnet werden könne, antwortete er 1965: „In einem gewissen Sinne ja. Aber es bestehen nicht nur rein äußerlich Vergleichsmöglichkeiten, weil Nordrhein-Westfalen das weitaus größte und steuerkräftigste Land ist, ebenso wie Preußen das im alten Reich war. Auch der Stil unserer Verwaltung hat manches von Preußen gelernt und übernommen. Wir arbeiten hart, sparsam und nüchtern. Renaissancehafter Pomp liegt uns nicht. Wir entfalten pro Kopf der Bevölkerung den geringsten Verwaltungsaufwand, damit auch die geringsten Verwaltungskosten von allen Ländern der Bundesrepublik. Im Übrigen wollen wir dem Bund geben, was des Bundes ist, aber wir erwarten auch, daß unsere Eigenstaatlichkeit respektiert wird.“

## Auszeichnungen
- 1959: Großkreuz des Bundesverdienstkreuzes
- 1960: Großkreuz des Verdienstordens der Italienischen Republik
- 1963: Bayerischer Verdienstorden
- Silbernes Ehrenzeichen des Deutschen Roten Kreuzes
- 1963: Ehrenring der Stadt Düsseldorf
- 1978: Ehrenbürger von Mönchengladbach
- 1986: Verdienstorden des Landes Nordrhein-Westfalen[10]

1978 erhielt Franz Meyers die Ehrenbürgerschaft seiner Heimatstadt Mönchengladbach. Nach ihm ist das Franz-Meyers-Gymnasium in Mönchengladbach-Giesenkirchen benannt. Hintergrund der Benennung Ende der 1970er Jahre war, dass Meyers 1975 als kommissarischer Oberbürgermeister von Mönchengladbach die Entscheidung für den Standort des neu entstehenden Gymnasiums in Giesenkirchen maßgeblich beeinflusst hatte.

## Veröffentlichungen
- Reichspräsidentenwahl und Ausnahmemaßnahmen (Dissertation iur. 1934)
- Der demokratische Staat in KV-Handbuch 1957
- Elitebildung in der freiheitlichen Demokratie als gesellschafts- und staatspolitische Aufgabe, Girardet, 1961.
- Anmerkungen, Verlag Staat und Gesellschaft, 1961.
- Publizistische Freiheit – Politische Verantwortung, Bertelsmann Verlag, Gütersloh 1963.
- Klare Aufgabenteilung zwischen Bund und Ländern, Düsseldorf 1964.
- Jugenderinnerungen eines Mönchen-Gladbachers (1980)
- Gez. Dr. Meyers. Summe eines Lebens, ISBN 3-7700-0612-7, Düsseldorf 1982.
- Franz Gielen in Biographisches Lexikon des KV Band 1 (1991) S. 40 f